# Strix sartorii
Strix sartorii és una espècie d'ocell de la família dels estrígids (Strigidae). Aquest gamarús és endèmic del centre de Mèxic.
El nom científic de l'espècie commemora Christian Sartorius, activista polític, botànic i col·leccionista alemany.

## Taxonomia
Anteriorment aquest tàxon era considerat una subespècie del gamarús ratllat (Strix varia), però va ser elevat a la categoria d'espècie després del resultat d'estudis de filogenètica molecular publicats el 2011.
Altres obres taxonòmiques, com el Handook of the Birds of the World i la quarta versió de la BirdLife International Checklist of the birds of the world (Desembre 2019), el consideren encara una subespècie del gamarús ratllat.